# اداگاس
اداگاس (به فرانسوی: Adaghas) در مراکش است که در marrakech-tensift-al haouz واقع شده‌است.

## خصوصیات
اداگاس ۳٬۳۲۱ نفر جمعیت دارد.